# (8377) Elmerreese
(8377) Elmerreese (1992 SD1) – planetoida z grupy pasa głównego asteroid okrążająca Słońce w ciągu 4,05 lat w średniej odległości 2,54 au. Odkryta 23 września 1992 roku.